# Жак Андрі
Жак Андрі (фр. Jacques André; 25 лютого 1919 — 2 квітня 1988) — французький льотчик, Герой Радянського Союзу (1945). У ході Другої світової війни був одним з льотчиків винищувального авіаполку «Нормандія-Німан».
Син відомого французького спортсмена-легкоатлета Жоржа Андрі.

## Життєпис
Народився 25 Февраля 1919 року в Парижі. Навчався в університеті, закінчив льотну школу. Працював льотчиком-інструктором. Професійно займався спортом.
У 1937 році, брав участь в легкоатлетичному матчі Франція — Німеччина. 15 квітня 1939 року розпочав службу у ВПС, пройшов льотну перепідготовку в Етампі.
На початковому етапі Другої світової війни проходить службу в Північній Африці а пізніше бере участь в протистоянні з Королівськими ВПС Великої Британії та Вільної Франції над Близьким Сходом. Зрештою, коли Північна Африка опинилася в руках союзників, Ж.Андрі вирушив добровольцем на Східний фронт і 22 грудня 1943 року прибув до складу ескадрильї «Нормандія».
У 1944 році, як один з найрезультативніших французьких пілотів, Жак Андрі був призначений командиром ланки. Ним було здійснено 130 бойових вильотів, у ході яких він брав участь у 19-ти повітряних боях в яких здобув 11 перемог на особистому рахунку та ще 4 у співпраці.
4 червня 1945 року за мужність і військову доблесть, проявлені в боях з ворогами, отримав звання Героя Радянського Союзу.
Після війни Жак Андрі продовжував службу у ВПС Франції. Військова служба дозволяла йому приділяти час для тренувань і виступів у великому спорті. 1948 року брав участь у XIV Олімпійських іграх по дисципліні біг з бар'єрами на 400 м.
Проходи службу на командних посадах військових авіачастин та авіабаз ВПС на території Франції та Мадагаскару.
У 1968 році вийшов у відставку у званні полковника. Помер 2 квітня 1988 року.